# Skåne-Gripen
Skåne-Gripen AB var ett svenskt företag i form av ett industri- och handelskonglomerat som bildades 1979.
Företaget uppstod ur det börsnoterade bolaget Kockums AB till följd av varvskrisen på 1970-talet. 15 juni 1979 lämnade Kockums över sin förlustbringande varvsverksamhet till svenska staten, som då kom att ingå i Svenska Varv. Det återstående bolaget, fortfarande börsnoterat, bytte namn till Skåne-Gripen och bestod av en fastighet på Anckargripsgatan i Malmö, en kassa på 20 miljoner och ett förlustavdrag som då värderades till 100 miljoner kronor men som genom ett riksdagsbeslut kom att bli värdelöst. Syftet med det nya företaget var att verka som riskkapitalbolag, och som verkställande direktör utsågs Sten K. Johnson.
Ett stort antal företagsförvärv genomfördes under de kommande åren. I slutet av 1979 köptes Probus Invest, som i sin tur köpte Combi Box i Malmö. 1983 köptes 25 procent av forskningsföretaget Lund Science AB, och under detta år steg Skåne-Gripens omsättning och börsvärde kraftigt.
Från 1983 till 1996 är Skåne-Gripens huvudägande föremål för flera turbulenta vändningar. 1983 försökte Bo Håkansson via företaget Active ta över Skåne-Gripen, vilket han senare lyckades med. Efter några månader sålde Active sitt innehav i Skåne-Gripen till Ratos. 1989 försöker Cardo köpa upp Skåne-Gripen, men misslyckas. Cardos bud innehöll ett villkor som innebar att verkställande direktören Sten K. Johnson och chefskollegan Bernhard Muskantor skulle få köpa ut en tredjedel av de bolag som Skåne-Gripen ägde, vilket skapar stor upprördhet hos en grupp av Skåne-Gripens aktieägare. En mindre grupp av bolag säljs sommaren 1989 efter att erbjudandet istället riktats till Skåne-Gripens aktieägare. Den avknoppade bolagsgruppen bildar Midway Holding, där Sten K. Johnson (själv storägare) blir VD och koncernchef.
1995 uppstod en maktkamp mellan investmentbolaget Bure och EKP Invest (som bland annat Industri Kapital stod bakom) om vem som ska ta över Skåne-Gripen, genom att köpa Incentives stora aktiepost. Turerna fick ett slut 1996 när Skanska lade ett framgångsrikt bud på Skåne-Gripen, och köpte Bures aktier i företaget. Samtliga bolag som ingick i Skåne-Gripen såldes några år senare ut av Skanska. Sist ut var trägolvstillverkaren Nybron, som såldes 2000 av Skanska.

## Verkställande direktörer
- 1979–1989: Sten K. Johnson
- 1990–1996: Jan Segerberg